# Júlia Paes
Gislaine Fernandes de Sousa Leme (sinh ngày 22 tháng 5 năm 1986) với nghệ danh Júlia Paes, là một người mẫu, ca sĩ và cựu nữ diễn viên người Brasil.

## Công việc
Sinh ra ở São Paulo, Gislaine bắt đầu sự nghiệp từ năm 12 với vai trò là người mẫu, với nghệ danh Michelle Alves, cô xuất hiện trong buổi khai mạc telenovela Belíssima năm 2006 và tham gia phiên bản mùa hè 2007 của Tuần lễ thời trang São Paulo.
Không hài lòng với cái tên này, sau đó cô đã chọn nghệ danh Júlia Paes, dựa theo tên của nữ diễn viên Juliana Paes. Júlia thu hút sự chú ý của truyền thông Brazil vì mối quan hệ lãng mạn của cô với Thammy Miranda, con gái của ca sĩ Gretchen, sau đó bắt đầu sự nghiệp trong ngành công nghiệp người lớn với vai trò diễn viên và người mẫu.
Năm 2009, cô được tờ A Folha do Motoristaas bầu chọn là "Nữ hoàng lái xe taxi" và được trao giải bởi Thống đốc São Paulo, Geraldo Alckmin.
Năm 2009, Júlia cũng bắt đầu sự nghiệp âm nhạc của mình với tư cách ca sĩ chính của "Sexy Dolls", một nhóm nhạc nữ bao gồm cô, Carol Miranda và Sabrina Boing Boing lấy cảm hứng từ Búp bê Pussycat. Júlia rời "Sexy Dolls" vào cuối năm đó và mong muốn phát triển các dự án khác.
Júlia hiện là một ca sĩ của thể loại forró. Album đầu tay của cô được phát hành vào cuối năm 2010 và một album tiếp theo được phát hành vào cuối năm 2011. Julia cũng xuất hiện như một DJ.

## Cuộc sống riêng tư
Sau khi theo đạo Cơ đốc, cô rời khỏi ngành công nghiệp khiêu dâm vào năm 2010 và kết hôn với doanh nhân Gabriel Ribeiro, cả hai có một cô con gái.

## Liên kết mở rộng
- Júlia Paes trên IMDb
- Júlia Paes tại Internet Adult Film Database